# Polygonum majus
Polygonum majus là một loài thực vật có hoa trong họ Rau răm. Loài này được (Meisn.) Piper miêu tả khoa học đầu tiên năm 1901.